# Verstappenplein

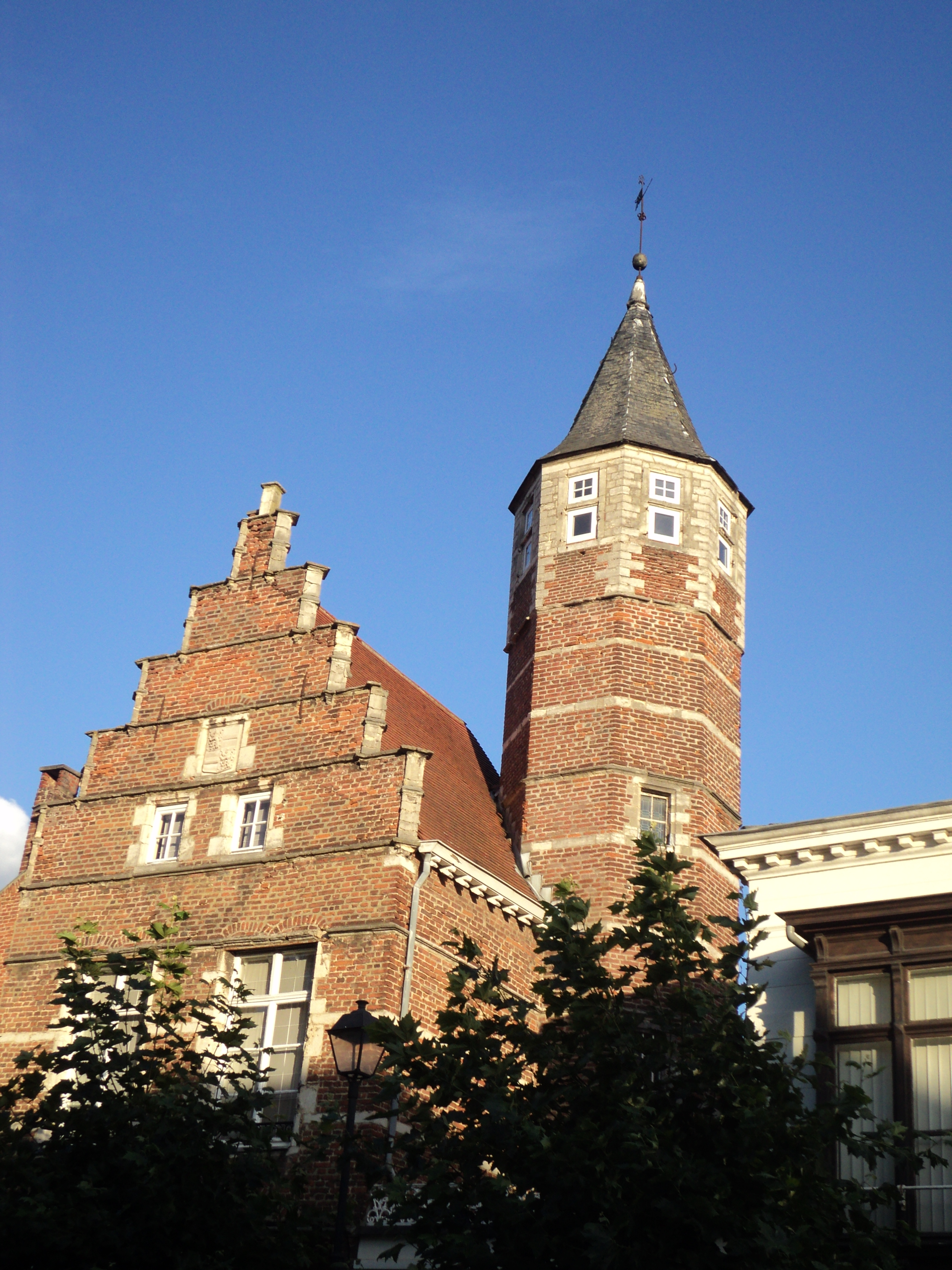
Hof van Nassau aan het Verstappenplein

Het Henri Verstappenplein, of kortweg Verstappenplein, is een rechthoekig plein gelegen in de Belgische stad Diest in de provincie Vlaams-Brabant.

## Beschrijving
Het Verstappenplein bevindt zich in het hart van de stad, grenzend aan de Graanmarkt, de Veemarkt en het Warandepark. Het plein is vernoemd naar burgemeester en geneesheer Henri Verstappen (1866-1939). Het Verstappenplein vormt samen met de Veemarkt en de Graanmarkt een aaneengesloten reeks van pleinen. Het plein heeft een pittoreske uitstraling met platanen in het midden. Op het plein staat een oorlogsmonument ter herdenking van de Eerste Wereldoorlog. Aan de zuid- en westzijde van het plein staan statige herenhuizen en historische gebouwen. Aan de zuidkant bevindt zich het Hof van Nassau, het voormalige verblijf van de Heren van Oranje-Nassau, waaronder Filips Willem van Oranje.

## Geschiedenis
Het Verstappenplein is ontstaan in 1820 en daarmee de eerste stedenbouwkundige aanleg binnen het stadscentrum van Diest. Het huis van Henri Verstappen stond vroeger aan de oostzijde, bij de ingang van het Warandepark, maar is in de 20e eeuw gesloopt en vervangen door de Warandepoort.

## Huidige situatie
Samen met de Graanmarkt vormt het Verstappenplein een beschermd stadsgezicht.